# NGC 12
NGC 12 (ook wel PGC 645, UGC 74, MCG 1-1-40 of ZWG 408.38) is een balkspiraalstelsel in het sterrenbeeld Vissen.
NGC 12 werd op 6 december 1790 ontdekt door de Duits-Britse astronoom William Herschel.